# Iolaphilus trimeni
Iolaphilus trimeni är en fjärilsart som beskrevs av Hans Daniel Johan Wallengren 1875. Iolaphilus trimeni ingår i släktet Iolaphilus och familjen juvelvingar. Inga underarter finns listade i Catalogue of Life.